# 機回し線

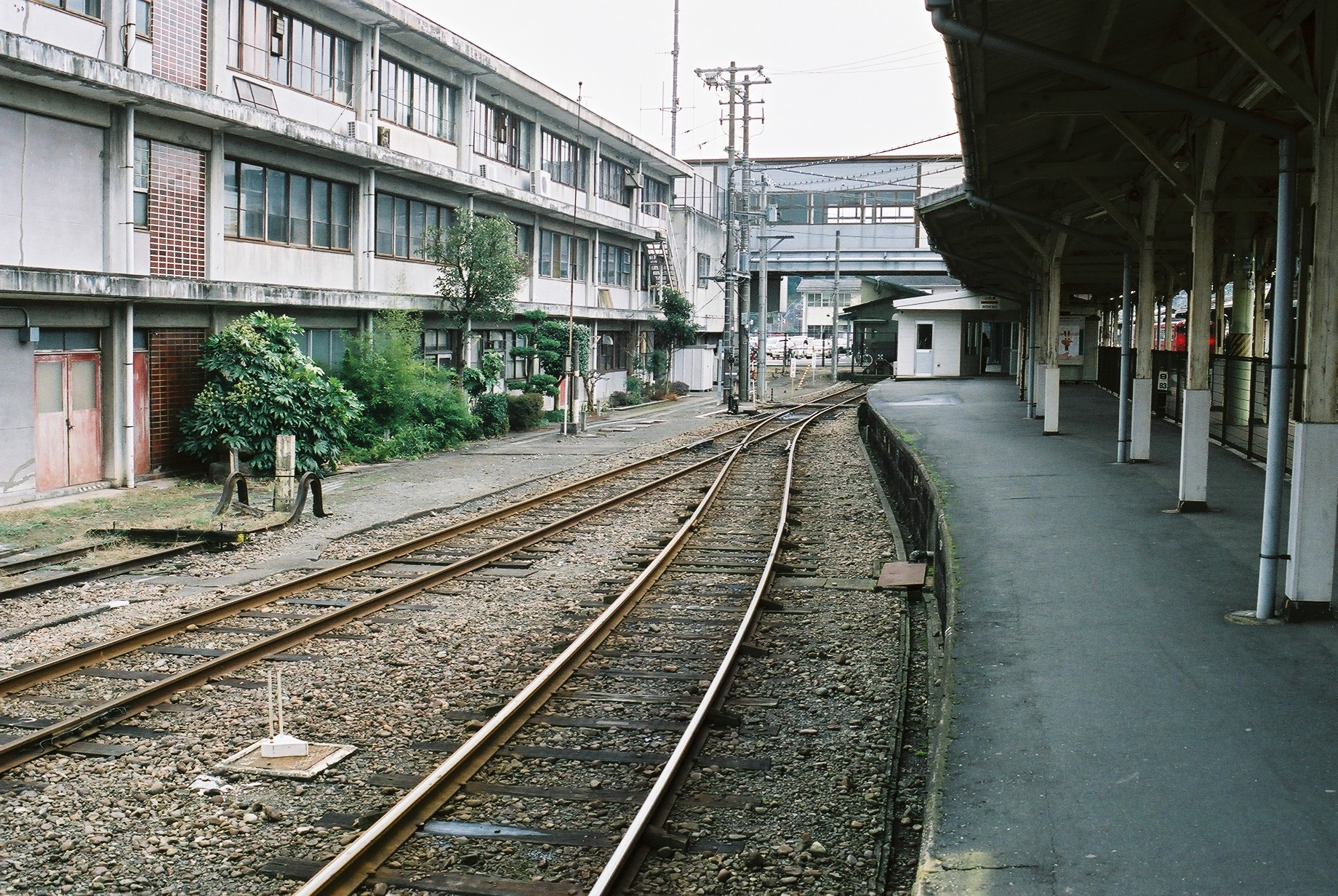
機回し線の末端

機回し線（きまわしせん）とは、駅および車両基地の構内において機関車を付け替えるための線路である。機関車回し線（きかんしゃまわしせん）、機回り線（きまわりせん）、機関車回り線（きかんしゃまわりせん）、機走線（きそうせん）、機関車走行線（きかんしゃそうこうせん）などとも呼ばれる。

## 構造と使用方法
終着駅に機関車が牽引する列車が到着した後に折返し逆方向に牽引運転をするためには、反対側に機関車をつなぎかえる機回しの作業をする必要がある。機回しをするためには、牽引してきた客車や貨車を迂回して機関車を反対側に移動させる必要がある。このために機回し線は両端が着発線につながっており、分岐器を通って機関車が機回し線に入り進行することで、他の車両を迂回することができるようになっている。下の図では、Run-round loopと書かれているところが機回し線である。

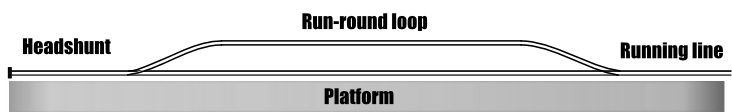
機回し線の構成例を示した図

機回し線はプラットホームに面していない線路であることが多いが、隣の番線を利用して機回しをする場合など、プラットホームに面している通常の着発線を機回し線の代わりに利用することもある。
電車のような動力分散方式を用いた列車を運転する場合、運転士が反対側の運転台に移動するだけでよいので機回し線は必要ではない。また機関車を用いた列車でも、プッシュプル方式のように機関車と反対側に別の機関車あるいは運転台の付いた制御客車を配置し、そこから運転士が機関車を制御して運転する場合には機回しをする必要がない。このことから、地下鉄や路面電車のように機関車方式の列車の運転を最初から想定していないような路線には、機回し線は設置されない。また、上野駅を発着する寝台列車のように、推進運転で車両基地との移動をする場合や、スイスのチューリッヒ中央駅のように、到着した機関車牽引列車の反対側に入換用の機関車をつないで本線を牽引してきた機関車ごと引っ張って車両基地へ回送していく場合など、機回しをせずにプッシュプルではない機関車方式の列車を運転していることもある。線路に余裕が無く機回しが出来ない中で東京駅から東海道本線に多数の寝台列車が設定されていた時代は、その次の寝台列車を牽引する予定の機関車が車両基地から東京駅まで回送列車を牽引して来て上野方に切り離され、その列車が出発（牽引するのはもう1本前の列車を回送してきた機関車）した後に同じ線路を通ってホームを通過し、神戸方の短い引き上げ線に機関車が引き上げ、本来牽引すべき列車が回送されてきたら神戸方に連結する、という手順を繰り返していた（ただし、かつては東京駅にも機回し線が存在した）。
日本国内においては、客車列車の消滅に伴い機回し線が撤去されている例が出ている。また、残存しているものも待避線や留置線と同様の用途に用いられているのがほとんどである。

## 設置例
- 函館本線函館駅（8番のりばと函館運輸所留置線の間、1線）
- 東北本線盛岡駅3・4番線間、5・6・7番線間のそれぞれ中線（電車化に伴い現在は不使用）
- 奥羽本線・津軽線および青い森鉄道青い森鉄道線青森駅
- 中央本線八王子駅1番線の脇と4番線と5番線の間、6番線の脇 - 主に貨物列車で利用されており、待避線も兼ねている
- 山陽本線下関駅2・5・10番線（10番線は機留線への出入りを兼ねている）
- 山陽本線岩国駅2・5番線（現在は貨物列車の待避線として利用）
- 山陽本線広島駅（6番線）
- 山陽本線八本松駅（上下ホームの中線）
- 山陽本線東福山駅（貨物列車用）
- 山口線新山口駅・津和野駅
- 予讃線・高徳線高松駅 9番線の脇（4代目駅舎が完成して以降は旅客列車の発着はないが、団体列車や工事列車、甲種輸送用の機関車が使用）
- 鹿児島本線門司港駅3番線 - 頭端式ホームに併設されており、2001年（平成13年）10月まで客車列車が入線していた
- 三角線三角駅
- 播但線姫路駅31番線 - 高架化により消滅
- 津軽鉄道津軽鉄道線津軽中里駅（ストーブ列車運転時の機回しに使用）
- 真岡鐵道真岡線真岡駅・茂木駅
- 大井川鐵道大井川本線新金谷駅・千頭駅